# Terremoto de Nōbi de 1891
El terremoto de Nōbi (濃尾地震 Nōbi Jishin?), gran terremoto de Nōbi (濃尾大地震 Nōbi Daijishin?) o terremoto de Mino-Owari (美濃尾張地震 Mino-Owari Jishin?) fue un movimiento telúrico que sacudió las antiguas provincias japonesas de Mino (sur de la prefectura de Gifu) y Owari (oeste de la prefectura de Aichi), en la llanura de Nōbi, en la madrugada del 28 de octubre de 1891 con una magnitud de onda superficial de 8,0. El evento fue el terremoto histórico más potente registrado tierra adentro en el archipiélago japonés.
El terremoto ocurrió en un momento donde Japón estaba teniendo una transformación hacia una nación industrializada y estaba logrando avances en el entendimiento científico en muchos campos. El daño del terremoto fue extenso y hubo más de 7200 muertos y más de 17 mil heridos. Los varios kilómetros de fallas visibles que se abrieron en la superficie de la tierra ayudaron a los científicos a estudiar de mejor manera los escarpes de fallas que los terremotos generan ocasionalmente.

## Prefacio

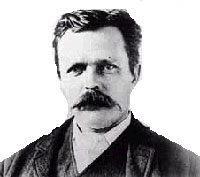
John Milne, propulsor de la sismología en Japón durante la era Meiji.

Los registros históricos de terremotos y tsunamis en Japón se extienden mucho más atrás en el tiempo que cualquier otro país que bordea la cuenca del Pacífico (el primero documentado en el año 416). Estos documentos históricos, por ejemplo, apoyaron la verificación de la fecha del terremoto de Cascadia de 1700 que ocurrió en el Pacífico Noreste en América del Norte. El dilema de los terremotos en Japón se volvió en una prioridad tras el terremoto de Ansei-Nankai de 1854 que devastó el sudoeste del país. Con la llegada de la era Meiji en 1868, el gobierno feudal de los samurái fue reemplazado por un imperio que empezó a enfocarse en el avance de la sociedad japonesa hacia los estándares occidentales, sobre todo en las ciencias.
Mientras el gobierno se enfocaba en traer expertos extranjeros (oyatoi gaikokujin) durante la construcción de la infraestructura moderna del país, la alta sismicidad de Japón demostró ser un laboratorio ideal para el establecimiento de la nueva ciencia de la sismología. En 1876, John Milne llegó desde Inglaterra para enseñar en el Colegio Imperial de Ingeniería en Tokio. Tras el terremoto del 22 de febrero de 1880, la atención de Milne se enfocó principalmente a la sismología como área primaria de estudio. El terremoto también dio origen a la Sociedad Sismológica de Japón, que fue una organización para ayudar a científicos extranjeros a coordinar sus esfuerzos. Poco después, los japoneses crearon su propia organización (la Agencia Meteorológica de Japón) para tener control de un sistema de reportes de terremotos, creado previamente por Milne. Por último, el sistema y el terremoto de 1891 dieron información al sismólogo Fusakichi Omori para desarrollar una ley de decaimiento por réplicas.

## Configuración tectónica
Las cuatro principales islas japonesas de Kyushu, Shikoku, Honshu y Hokkaido están posicionadas en forma convexa apuntando hacia el Océano Pacífico, mientras que las fosas oceánicas que forman la frontera oeste de la placa del Pacífico son convexas en la dirección opuesta, hacia Eurasia. La corteza continental sobre las zonas de subducción antes estaban asociadas con la placa euroasiática, pero el norte de Honshu y Hokkaido recientemente han sido tratados como parte de la placa norteamericana, debido a un límite no bien definido entre Siberia Oriental y Alaska, formando un nuevo límite en el perímetro oriental del mar de Japón. Esta porción de la corteza ha sido conocido localmente como la placa de Okhotsk. El borde sudoeste de la placa es conocido como Línea Tectónica de Itoigawa-Shizuoka. Dicha línea es una zona de fallas que atraviesa el ancho del centro de Honshu, pero no ha generado grandes terremotos en los últimos 950 años. Hacia el oeste se ubican las fallas de Atera, Miboro, Atotsugawa y Nōbi que han producido grandes terremotos en los últimos seis siglos. Dos de esos eventos ocurrieron luego de la ruptura del terremoto de 1891: el terremoto de Mikawa de 1945 que impactó cerca de Nagoya en la falla de Fukozu, y el terremoto de Fukui de 1948 que ocurrió cerca del mar de Japón.

## Terremoto
El terremoto de 1891 fue el más fuerte registrado tierra adentro en la historia japonesa. La falla superficial se estrechó en unos 80 km con un desplazamiento horizontal de hasta 8 metros y un desplazamiento vertical en el rango de 2 a 3 metros. En esa época, los científicos creían que los grandes terremotos con poca profundidad eran el resultado del magma moviéndose bajo la superficie o inclusive explosiones subterráneas. Bunjiro Koto, profesor de la Universidad de Tokio, estuvo tan influenciado por las extraordinarias fallas superficiales que se separó de la creencia tradicional y sustentó que el desplazamiento repentino de la falla era la causa y no simplemente una consecuencia secundaria del evento.

El terremoto fue registrado en sismógrafos Gray-Milne-Ewing en observatorios de observación meteorológica ubicados en Gifu, Nagoya, Osaka y Tokio. A pesar de que las unidades se salieron de escala después de 8,5 segundos en Gifu y 13,5 segundos en Nagoya (probablemente debido a una inundación de largas ondas S) los sismómetros que ellos produjeron dieron beneficios a los sismólogos para desarrollar un entendimiento del proceso de ruptura de fallas. Los récords de las estaciones en Gifu y Nagoya fueron especialmente útiles ya que se encontraban muy cerca de la zona de falla.

### Fallamiento superficial

Ejemplo de fallamiento oblicuo, similar al del terremoto de Nōbi.

Dentro de las primeras décadas del evento, Koto y Omori documentaron los rompimientos de las fallas que eran visibles en la superficie, y una investigación posterior de T. Matsuda reveló que los rompimientos seguían la orientación noroeste-sudeste. El estudio de Matsuda en 1974 también documentó las fallas conjugadas complementarias e intermitentes que estaban alineadas de noreste a sudoeste y etiquetó la disposición del sistema de fallas en Nobi. Las fallas de desgarre fueron descritos como un desplazamiento primario izquierda-lateral de tres grandes fallas. La ruptura de superficie no se extiende por toda la distancia total de las fallas individuales, pero el segmento de Nukumi recorre 20 km con un desplazamiento máximo de 3 m. Las fallas de Neodani y Umehara tienen longitudes de ruptura de 35 km y 25 km respectivamente y desplazamientos máximos de 8 m y 5 m respectivamente.

### Daños

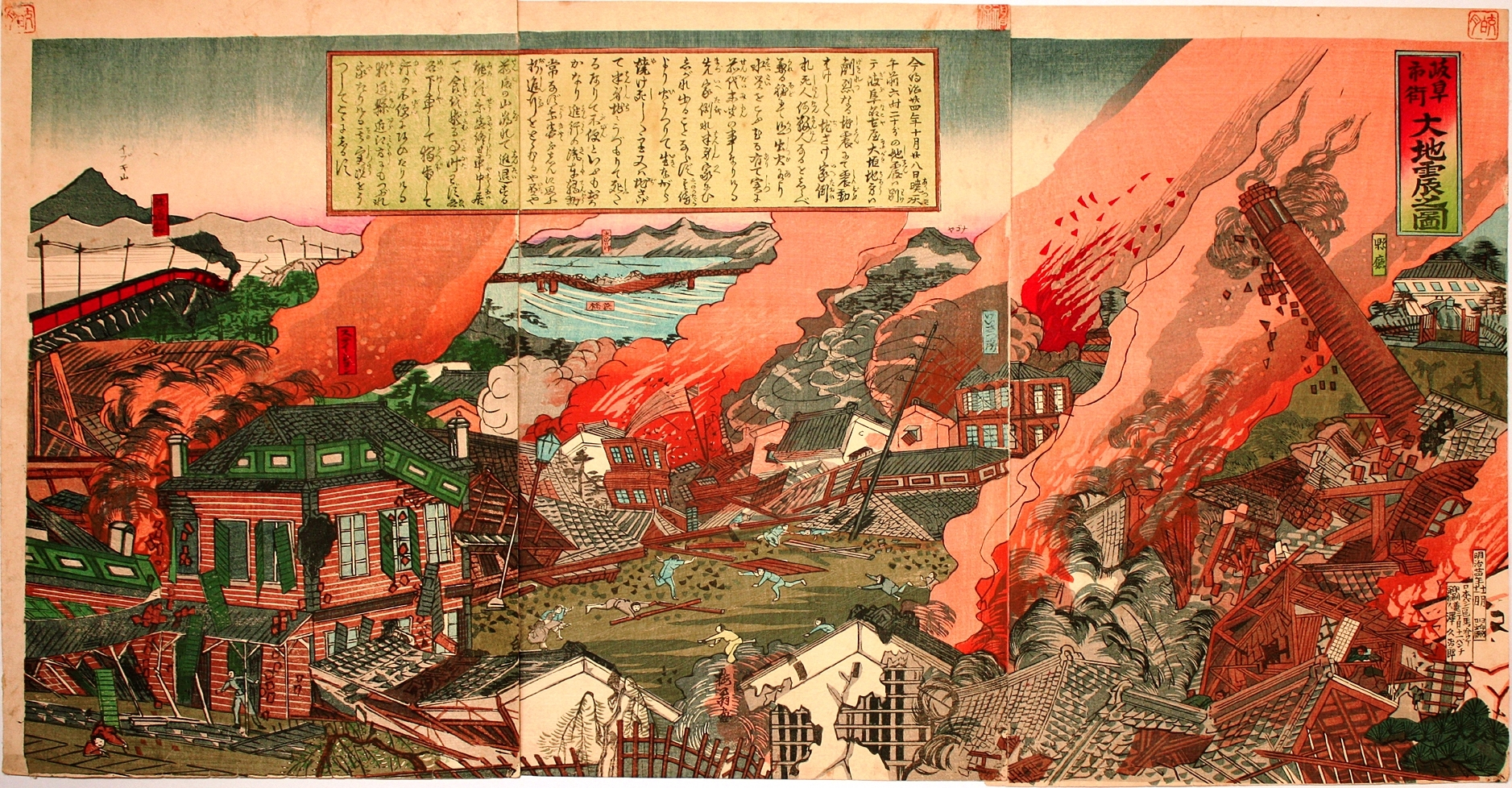
La ciudad de Gifu, destruida por el terremoto (岐阜市街大地震之図).
Grabado ukiyo-e de Utagawa Kunitoshi (1891).

El epicentro se encontraba cerca de Nagoya y fue sentido por todo el país, pero fue muy fuerte en el centro de Japón. Las ciudades de Gifu y Ōgaki experimentaron daño severo, principalmente por el fuego, pero las ciudades de Osaka y Nagoya también tuvieron daños significativos. El terremoto fue sentido fuertemente en Tokio por varios minutos, derribando artículos de los estantes y deteniendo relojes.
El reporte inicial del desastre en el periódico Asahi Shimbun de Tokio dio sólo detalles limitados. El periódico reseñó que un nuevo edificio del Ministerio del Interior en Tokio perdió varias chimeneas y que la razón de la pérdida de poder en Yokohama fue que una chimenea de ladrillos colapsó sobre la planta de poder y había destruido el equipo. Al día siguiente, el periódico reportó la destrucción de muchas viviendas y de otros edificios industriales que fueron destruidos en Nagoya, incluyendo la fábrica textil de algodón de Naniwa, un nuevo edificio de ladrillos de tres pisos al estilo occidental. Al 3 de noviembre, cuando la extensión del daño era más evidente, el mismo periódico reportó que más de mil viviendas y otros edificios habían colapsado en Nagoya.
| Provincia | Víctimas   | Víctimas | Estructuras dañadas | Estructuras dañadas | Otros                  |
| --------- | ---------- | -------- | ------------------- | ------------------- | ---------------------- |
| Provincia | Fallecidos | Heridos  | Totales             | Parciales           | Corrimientos de tierra |
| Mino      | 4889       | 12 311   | 70 048              | 30 994              | 9929                   |
| Owari     | 2331       | 4550     | 67 771              | 43 570              | 29                     |
| Otros     | 53         | 314      | 4358                | 5760                | 266                    |
| Total     | 7273       | 17 175   | 142 177             | 80 324              | 10 224                 |

### Intensidad

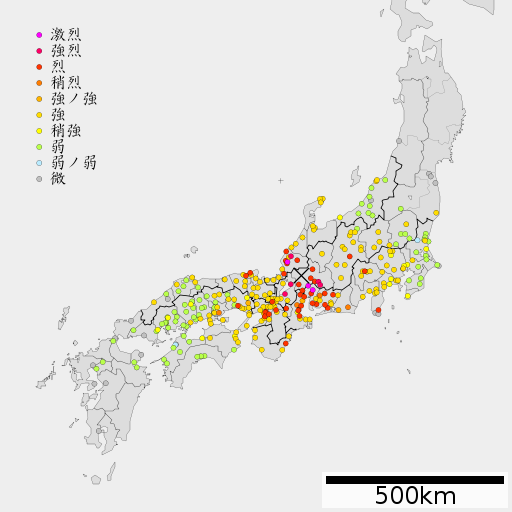
Mapa de intensidad del terremoto de Nōbi

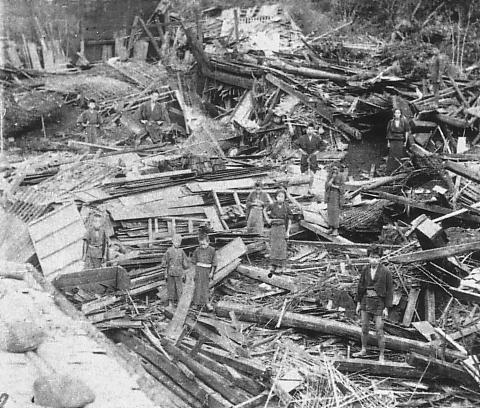
Destrucción causada por el terremoto.

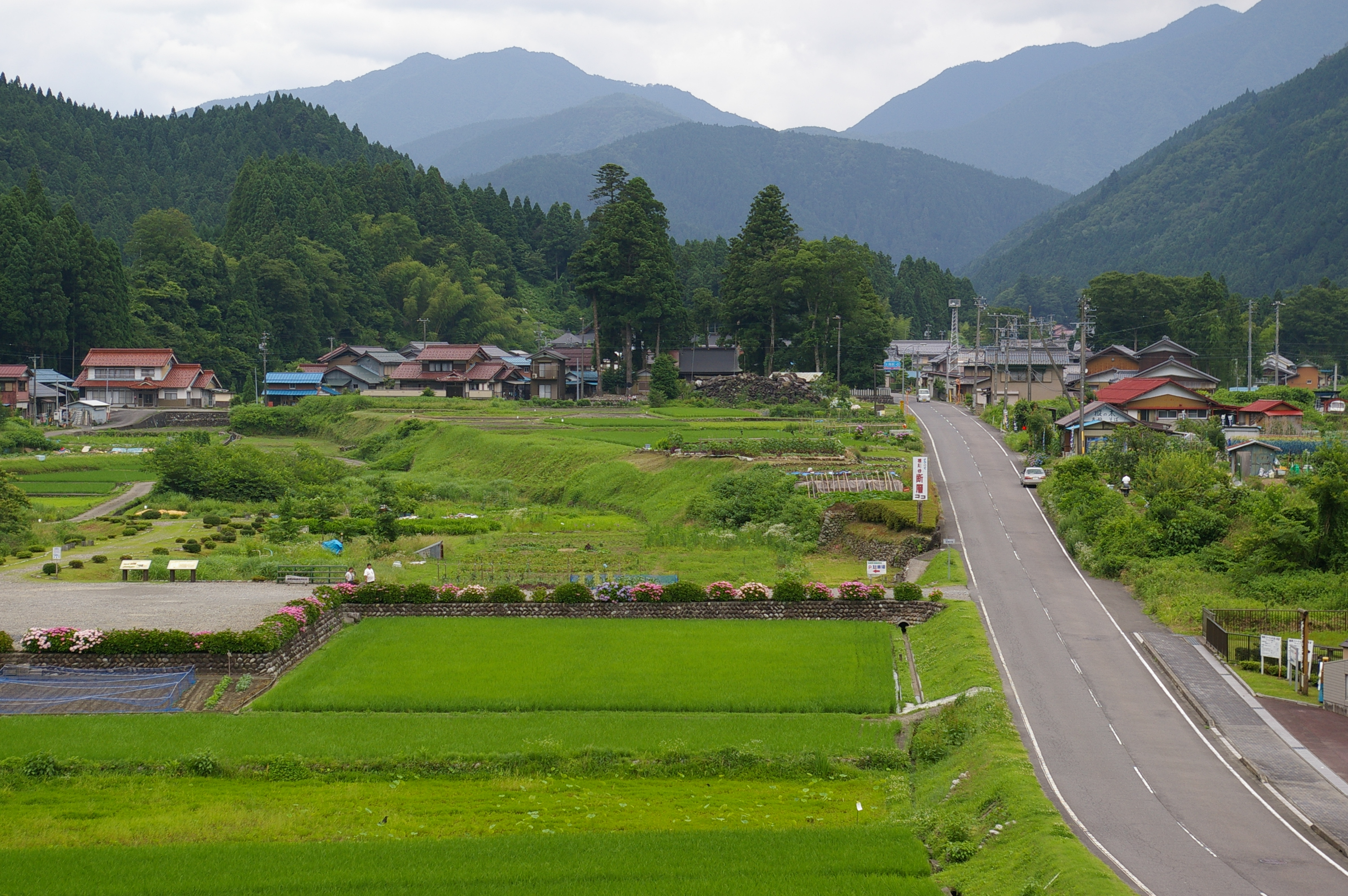
Falla de Neodani en la actualidad.

La observación del terremoto fue llevada a cabo por el Observatorio Meteorológico Central (hoy Agencia Meteorológica de Japón) a través de estaciones meteorológicas, faros y reportes de las oficinas municipales. La escala sísmica usada en ese entonces estuvo marcado con cuatro niveles: «feroz» (Shindo 6), «fuerte» (Shindo 4-5), «débil» (Shindo 2-3) y «leve» (Shindo 1), pero durante la recopilación de datos del terremoto se creó un nivel «furibundo», que superaba a «feroz», y otras categorías intermedias débiles que no encajaban en el criterio estándar.
| Escala sísmica     | Región   | Lugar de observación |
| ------------------ | -------- | --- |
| Furibundo          | Hokuriku | Sabae (distrito de Imadate, Fukui) |
| Furibundo          | Tōkai    | Ōtamashima (distrito de Sabae, Aichi), Kachigawa (distrito de Higashikasugai, Aichi) |
| Intenso            | Hokuriku | Distrito de Yoshida (Fukui) |
| Intenso            | Tōkai    | Tokitsu (distrito de Toki, Gifu) |
| Intenso            | Kinki    | Nagahama (distrito de Sakata, Shiga), Hachiman (distrito de Gamō, Shiga) |
| Feroz              | Kōshin   | Kōfu, Kamisuwa (distrito de Suwa, Nagano) |
| Feroz              | Hokuriku | Mikuni (distrito de Sakai, Fukui), Asahi (distrito de Nyū, Fukui), Ōno (distrito de Ōno, Fukui), Takefu (distrito de Nanjō, Fukui), Tsuruga (distrito de Tsuruga, Fukui) |
| Feroz              | Tōkai    | Hachiman (distrito de Gujō, Gifu), Ōta (distrito de Gamo, Gifu), Mitake (distrito de Kani, Gifu), Mino (distrito de Mugi, Gifu), Takasu (distrito de Shimoishizu, Gifu), Tarui (distrito de Fuwa, Gifu), distrito de Kamo (Shizuoka), distrito de Naka (Shizuoka), Goyu (distrito de Hoi, Aichi), Toyohashi (distrito de Atsumi, Aichi), Nishio (distrito de Hazu, Aichi), Handa (distrito de Chita, Aichi), Taguchi (distrito de Kitashitara, Aichi), distrito de Higashikamo (Aichi), Atsuta (distrito de Aichi, Aichi), Kuwana (distrito de Kuwana, Mie), Shiroko (distrito de Anki, Mie), Ueno (distrito de Ahai, Mie), Tsu*, Matsusaka (distrito de Iitaka, Mie), Ōizumihara (distrito de Inabe, Mie), Shin (distrito de Anō, Mie), Kinomoto (distrito de Minamimuro, Mie) |
| Feroz              | Kinki    | Kumihara (distrito de Kumano, Kioto), Amino (distrito de Takeno, Kioto), Mukō (distrito de Otokuni, Kioto), Kizu (distrito de Sōraku, Kioto), Osaka*, Kawakita (distrito de Nishinari, Osaka), Sakai, Yao (distrito de Wakae, Osaka), Takaoka (distrito de Shikisai, Hyōgo), prefectura de Nara |
| Ligeramente feroz  | Tōkai    | Kakegawa (distrito de Saya, Shizuoka), Toyota (distrito de Nishikamo, Aichi), Kamoyama (distrito de Suzuka, Mie) |
| Ligeramente feroz  | Chūgoku  | Distrito de Oku (Okayama) |
| Muy fuerte         | Hokuriku | Mitsui Bank (sucursal de Tsuruga, registro privado) |
| Muy fuerte         | Tōkai    | Yokkaichi (distrito de Mie, Mie) |
| Fuerte             | Tōhoku   | Taira (distrito de Iwasaki, Fukushima) |
| Fuerte             | Kantō    | Distrito de Higashiibaraki (Ibaraki), Numata (distrito de Tone, Gunma), Tomioka (distrito de Kitaranka, Gunma), Maebashi (distrito de Higashigunma, Gunma), distrito de Nitta (Gunma), Yaita (distrito de Shioya, Tochigi), Kumagaya (distrito de Ōsato, Saitama), Chichibu (distrito de Chichibu, Saitama), Gyōda (distrito de Kitasaitama, Saitama), Toride (Distrito de Kitasōma, Ibaraki), ciudad de Tokio (sede meteorológica), Nishikichō (barrio de Kanda, Tokio), Fuchū (distrito de Kitatama, Tokio), Ōme (distrito de Nishitama, Tokio), Tatsuka (distrito de Kamakura, Kanagawa), Matsuda (distrito de Ashigarakami, Kanagawa), Odawara (distrito de Ashigarashimo, Kanagawa), Hinoshita (distrito de Kuraki, Kanagawa) |
| Fuerte             | Hokuriku | Niigata*, Fushiki* y Kubo (distrito de Imizu, Toyama), faro de Rokkosaki (Ishikawa), Iida y Ōsaki (distrito de Suzu, Ishikawa), Kanazawa*, distrito de Nōmi (Ishikawa), Daishōji (distrito de Enuma, Ishikawa), Fukui, distrito de Asuwa (Fukui), faro de Tateishi (Fukui), distrito de Mikata (Fukui), distrito de Onyū (Fukui), Takahama (distrito de Ōi, Fukui) |
| Fuerte             | Kōshin   | Distrito de Kitatsuru (Yamanashi), Isawa (distrito de Higashiyatsushiro, Yamanashi), Kusakabe (distrito de Higashiyamanashi, Yamanashi), Ryūō (distrito de Nakakoma, Yamanashi), Kajikazawa (distrito de Minamikoma, Yamanashi), Iwamurada (distrito de Kitasaku, Nagano), Usuda (distrito de Minamisaku, Nagano), Ueda (distrito de Chiisagata, Nagano), Nagano*, Shiozaki (distrito de Sarashina, Nagano), Suzaki (distrito de Kamitakai, Nagano), Toyoshina (distrito de Minamiazumi, Nagano), Matsumoto (distrito de Higashichikuma, Nagano), Ina e Iida (distrito de Ina, Nagano), Fukushima (distrito de Kiso, Nagano) |
| Fuerte             | Tōkai    | Takayama (distrito de Ōno, Gifu), Numazu (distrito de Suntō, Shizuoka)*, Mishima (distrito de Kimisawa, Shizuoka), Tomioka (distrito de Suntō, Shizuoka), Yoshiwara (distrito de Fuji, Shizuoka), Ejiri (distrito de Ihara, Shizuoka), Hamamatsu*, Okazaki (distrito de Nukata, Aichi), Shinshiro (distrito de Minamishitara, Aichi), distrito de Yana (Aichi), Hongō (distrito de Kitashitara, Aichi), Chiryū (distrito de Hekikai, Aichi), Ise (distrito de Watarai, Mie), Ōka (distrito de Taki, Mie), Toba (distrito de Tōshi, Mie), distrito de Nabari (Mie), Owashi (distrito de Kitamuro, Mie) |
| Fuerte             | Kinki    | Imazu (distrito de Takashima, Shiga), distrito de Kōka (Shiga), Kusatsu (distrito de Kurita, Shiga), Ōtsu (distrito de Shiga, Shiga), Mineyama (distrito de Naka, Kioto), Miyatsu (distrito de Yosa, Kioto), Nishimaizuru (distrito de Kasa, Kioto), Fukuchiyama (distrito de Amata, Kioto), distrito de Ikaruga (Kioto), Sonobe (distrito de Funai, Kioto), Shūzan (distrito de Kitakuwada, Kioto), Kameoka (distrito de Minamikuwada, Kioto), Kioto*, distrito de Kadono (Kioto), Fushimi (distrito de Kii, Kioto), Kyōtanabe (distrito de Tszuki, Kioto), Daigo (distrito de Uji, Kioto), distrito de Kuse (Kioto), Hirakata (distrito de Matta, Osaka), Ibaraki (distrito de Shimashimo, Osaka), Ikeda (distrito de Toyoshima, Osaka), monte Tenpō (Osaka), Ōtori (distrito de Ōshima, Osaka), Tennōji (distrito de Higashinari, Osaka), Kishiwada (distrito de Minami, Osaka), Tondabayashi (distrito de Ishikawa, Osaka), distrito de Kinosaki (Hyōgo), Izushi (distrito de Izushi, Hyōgo), Muraoka (distrito de Mikata, Hyōgo), distrito de Yabu (Hyōgo), distrito de Asago (Hyōgo), Sasayama (distrito de Taki, Hyōgo), Kaibara (distrito de Hikami, Hyōgo), Sanda (distrito de Arima, Hyōgo), Nishimiya (distrito de Muko, Hyōgo), Akashi (distrito de Akashi, Hyōgo), Kakogawa (distrito de Kako, Hyōgo), Sone (distrito de Innami, Hyōgo), Miki (distrito de Minō, Hyōgo), distrito de Shikitō (Hyōgo), Yamasaki (distrito de Shisō, Hyōgo), Sayō (distrito de Sayō, Hyōgo), Sumoto (distrito de Tsuna, Hyōgo), faro de Esaki (Hyōgo), Nara (distrito de Soekami, Nara), Shingū (distrito de Higashimuro, Wakayama), Yuasa (distrito de Arida, Wakayama), Tanabe (distrito de Nishimuro, Wakayama), Wakayama |
| Fuerte             | Chūgoku  | Tottori, distrito de Ōmi (Tottori), Yonago (distrito de Aimi, Tottori), Sakae (Tottori)*, Imaichi (distrito de Kando, Shimane), Hamada (distrito de Naka, Shimane), Kanba (distrito de Tōhokujō, Okayama), Ōno (distrito de Saisaijō, Okayama), Okayama*, Kurashiki (distrito de Kuboya, Okayama), distrito de Kojima (Okayama), distrito de Akasaka (Okayama), distrito de Oda (Okayama), Onomichi (distrito de Mitsugi, Hiroshima) |
| Fuerte             | Shikoku  | Muya (distrito de Itano, Tokushima), Komatsushima (distrito de Katsuura, Tokushima), Tomioka (distrito de Naka, Tokushima), Ikeda (distrito de Miyoshi, Tokushima), Tonoshō (distrito de Shōzu, Kagawa), faro de Nabeshima (Kagawa) |
| Ligeramente fuerte | Kantō    | Hokota (distrito de Kashima, Ibaraki), Matsuyama (distrito de Hiki, Saitama), Hōjō (distrito de Awa, Chiba), Matsudo (distrito de Higashikatsushika, Chiba), Senju (distrito de Minamiadachi, Tokio), Atsugi (distrito de Aikō, Kanagawa), Ōiso (distrito de Yurugi, Kanagawa) |
| Ligeramente fuerte | Hokuriku | Itoigawa (distrito de Nishikubiki, Niigata) |
| Ligeramente fuerte | Tōkai    | Hisai (distrito de Ichishi, Mie) |
| Ligeramente fuerte | Kinki    | Naka (distrito de Taka, Hyōgo), Himeji |
| Ligeramente fuerte | Chūgoku  | Distrito de Nuka (Hiroshima), Kabe (distrito de Takamiya, Hiroshima), distrito de Saeki (Hiroshima) |
| Ligeramente fuerte | Shikoku  | Tokushima*, Kawanoe (distrito de Uma, Ehime) |
| Débil              | Tōhoku   | Tajima (distrito de Minamiaizu, Fukushima) |
| Débil              | Kantō    | Hitachiōta (distrito de Kuji, Ibaraki), Sugaya (distrito de Naka, Ibaraki), Mito, Tsuchiura (distrito de Niihari, Ibaraki), Asō (distrito de Namegata, Ibaraki), Mooka (registro privado), Kanuma (distrito de Kamitsuga, Tochigi), Utsunomiya*, Sano (distrito de Aso, Tochigi), Chōshi (Chiba)*, Mobara (distrito de Nagara, Chiba), Sawara (distrito de Katori, Chiba), Sakura (distrito de Inba, Chiba), Kisarazu (distrito de Mōda, Chiba), Ōtaki (distrito de Isumi, Chiba) |
| Débil              | Hokuriku | Shibata (distrito de Kitakanbara, Niigata), Yasuzuka (distrito de Higashikubiki, Niigata), Maki (distrito de Nishikanbara, Niigata), Muika (distrito de Minamiuonuma, Niigata), Yoita (distrito de Santō, Niigata), Tooka (distrito de Nakauonuma, Niigata), Ojiya (distrito de Kitauonuma, Niigata), Kashiwazaki (distrito de Kariwa, Niigata) |
| Débil              | Kōshin   | Nakano (distrito de Takai, Nagano) |
| Débil              | Kinki    | Tatsuno (distrito de Issai, Hyōgo) |
| Débil              | Chūgoku  | Distrito de Hino (Tottori), Matsue, Daitō (distrito de Ōhara, Shimane), Kakeya (distrito de Iishi, Shimane), Ōmori (distrito de Nima, Shimane), Ōhara (distrito de Yoshino, Okayama), Shitorihigashi (distrito de Kumehokujō, Okayama), Ishii (distrito de Mino, Okayama), distrito de Tsudaka (Okayama), Katsuyama (distrito de Maniwa, Okayama), Yuge (distrito de Kumenanjō, Okayama), distrito de Jōbō (Okayama), distrito de Aka (Okayama), Nariwa (distrito de Kawakami, Okayama), distrito de Shitsuki (Okayama), distrito de Mikami (Hiroshima), Yoshida (distrito de Takata, Hiroshima), Fukuyama (distrito de Fukatsu, Hiroshima), distrito de Honji (Hiroshima), Yuki (distrito de Jinseki, Hiroshima), distrito de Sera (Hiroshima), Tadanoumi y Setoda (distrito de Toyota, Hiroshima), Saijō (distrito de Kamo, Hiroshima), distrito de Aki (Hiroshima), Hiroshima*, distrito de Saeki (Hiroshima), Hatsukaichi, Kameyama (distrito de Takamiya, Hiroshima), distrito de Kuga (Yamaguchi), Yamaguchi (distrito de Yoshiki, Yamaguchi) |
| Débil              | Shikoku  | Tokushima, Hiwasa (distrito de Kaifu, Tokushima), Saijō (distrito de Nii, Ehime), Imabari (distrito de Ochi, Ehime), Kuma (distrito de Kamiukena, Ehime), Gunchū (distrito de Iyo, Ehime)・, Yawatahama (distrito de Nishiuwa, Ehime), Uwa (distrito de Higashiuwa, Ehime), distrito de Nagaoka (Kōchi), Kōchi*, distrito de Tosa (Kōchi), distrito de Agawa (Kōchi) |
| Débil              | Kyūshū   | Kokura (distrito de Kiku, Fukuoka), Kitano (distrito de Mii, Fukuoka), distrito de Yamato (Fukuoka), Ōita (distrito de Ōita, Ōita), Hiji (distrito de Hayami, Ōita) |
| Muy débil          | Kantō    | Kasama (distrito de Nishiibaraki, Ibaraki) |
| Muy débil          | Shikoku  | Distrito de Onsen (Ehime) |
| Leve               | Tōhoku   | Sakata (distrito de Akumi, Yamagata), Ōgawara (distrito de Shibata, Miyagi), Kakuda (distrito de Igu, Miyagi), Nakamura (distrito de Uda, Fukushima) |
| Leve               | Kantō    | Distrito de Naka (Ibaraki), faro de Inubōsaki (Chiba) |
| Leve               | Hokuriku | Nagaoka (distrito de Koshi, Niigata) |
| Leve               | Tōkai    | Faro de Irōzaki (Shizuoka), faro de Mikomotoshima (Shizuoka) |
| Leve               | Chūgoku  | Kawamoto (distrito de Ōchi, Shimane), Hagi (distrito de Abu, Yamaguchi), Tokuyama (distrito de Tsuno, Yamaguchi), Shimonoseki |
| Leve               | Shikoku  | Matsuyama* |
| Leve               | Kyūshū   | Kunisaki (distrito de Kunisaki, Ōita), Shimahara (distrito de Minamimitakaki, Nagasaki), Saga*, Kumamoto*, Kagoshima* |
| Imperceptible      | Kyūshū   | Nagasaki* |

(*): Estación meteorológica

### Réplicas

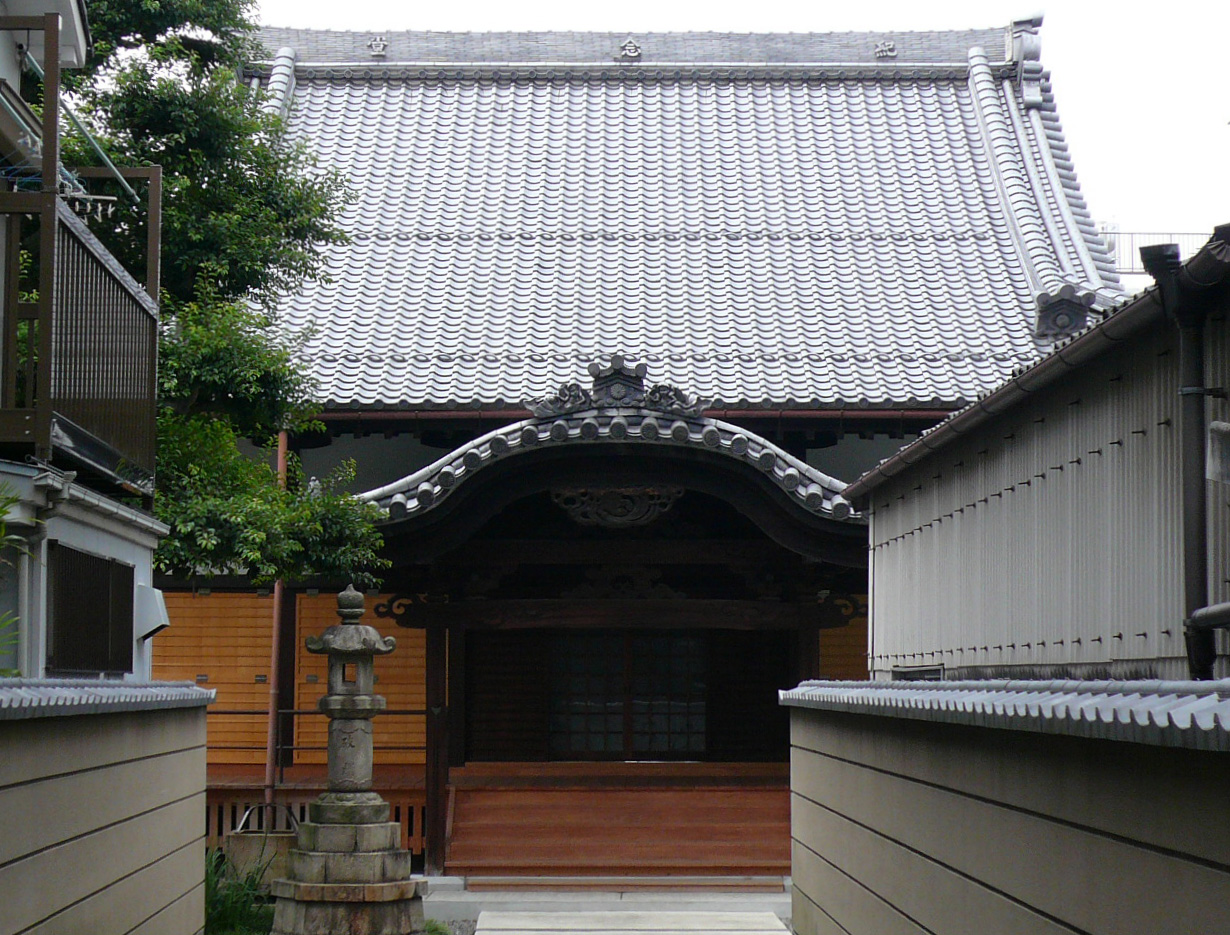
Edificio en recuerdo del terremoto en la ciudad de Gifu.

Se registraron más de 3000 réplicas en el observatorio meteorológico de Gifu en los siguientes 14 meses después de haber ocurrido el terremoto. Según un estudio de 1976 hecho por Takeshi Mikumo y Masataka Ando, aún se detectaban entre tres o cuatro réplicas al año. Se han llevado a cabo varios estudios universitarios sobre actividad de microterremotos  en las décadas de 1960 y 1970, encontrándose elevada actividad en las áreas al sudoeste de la falla de Neodani y cerca de las ciudades de Gifu e Inuyama.